# 正则化 (数学)
在数学与计算机科学中，尤其是在机器学习和逆问题领域中，正则化（英语：regularization）是指为解决适定性问题或过拟合而加入额外信息的过程。
在机器学习和逆问题的优化过程中，正则项往往被加在目标函数当中。

## 概述
概括来讲，机器学习的训练过程，就是要找到一个足够好的函数{\displaystyle F^{*}}用以在新的数据上进行推理。为了定义什么是「好」，人们引入了损失函数的概念。一般地，对于样本{\displaystyle ({\vec {x}},y)}和模型{\displaystyle F}，有预测值{\displaystyle {\hat {y}}=F({\vec {x}})}。损失函数是定义在{\displaystyle \mathbb {R} \times \mathbb {R} \to \mathbb {R} }上的二元函数{\displaystyle \ell (y,{\hat {y}})}，用来描述基准真相和模型预测值之间的差距。一般来说，损失函数是一个有下确界的函数；当基准真相和模型预测值足够接近，损失函数的值也会接近该下确界。
因此，机器学习的训练过程可以被转化为训练集{\displaystyle {\mathcal {D}}}上的最小化问题。我们的目标是在泛函空间内，找到使得全局损失{\displaystyle L(F)=\sum _{i\in {\mathcal {D}}}\ell (y_{i},{\hat {y}}_{i})}最小的模型{\displaystyle F^{*}}。
{\displaystyle F^{*}:=\mathop {\text{arg min}} _{F}L(F).}
由于损失函数只考虑在训练集上的经验风险，这种做法可能会导致过拟合。为了对抗过拟合，我们需要向损失函数中加入描述模型复杂程度的正则项{\displaystyle \Omega (F)}，将经验风险最小化问题转化为结构风险最小化。
{\displaystyle F^{*}:=\mathop {\text{arg min}} _{F}{\text{Obj}}(F)=\mathop {\text{arg min}} _{F}{\bigl (}L(F)+\gamma \Omega (F){\bigr )},\qquad \gamma >0.}
这里，{\displaystyle {\text{Obj}}(F)}称为目标函数，它描述模型的结构风险；{\displaystyle L(F)}是训练集上的损失函数；{\displaystyle \Omega (F)}是正则项，描述模型的复杂程度；{\displaystyle \gamma }是用于控制正则项重要程度的参数。正则项通常包括对光滑度及向量空间内范数上界的限制。{\displaystyle L_{p}}-范数是一种常见的正则项。
在贝叶斯学派的观点看来，正则项是在模型训练过程中引入了某种模型参数的先验分布。

## Lp正则项
所谓范数即是抽象之长度，通常意义上满足长度的三种性质：非负性、齐次性和三角不等式。
以函数的观点来看，范数是定义在{\displaystyle \mathbb {R} ^{n}\to \mathbb {R} }的函数；并且它和损失函数类似，也具有下确界。后一性质是由范数的非负性和齐次性保证的。这一特性使得{\displaystyle L_{p}}-范数天然适合做正则项，因为目标函数仍可用梯度下降等方式求解最优化问题。{\displaystyle L_{p}}-范数作为正则项时被称为{\displaystyle L_{p}}-正则项。

### L0和L1正则项
机器学习模型当中的参数，可形式化地组成参数向量，记为{\displaystyle {\vec {\omega }}}。不失一般性，以线性模型为例：
{\displaystyle F({\vec {x}};{\vec {\omega }}):={\vec {\omega }}^{\intercal }\cdot {\vec {x}}=\sum _{i=1}^{n}\omega _{i}\cdot x_{i}.}
由于训练集当中统计噪声的存在，冗余的特征可能成为过拟合的一种来源。这是因为，对于统计噪声，模型无法从有效特征当中提取信息进行拟合，故而会转向冗余特征。为了对抗此类过拟合现象，人们会希望让尽可能多的{\displaystyle \omega _{i}}为零。为此，最直观地，可以引入{\displaystyle L_{0}}-正则项
{\displaystyle \Omega {\bigl (}F({\vec {x}};{\vec {\omega }}){\bigr )}:=\gamma _{0}{\frac {\lVert {\vec {\omega }}\rVert _{0}}{n}},\;\gamma _{0}>0.}
通过引入{\displaystyle L_{0}}-正则项，人们实际上是向优化过程引入了一种惩罚机制：当优化算法希望增加模型复杂度（此处特指将原来为零的参数{\displaystyle \omega _{i}}更新为非零的情形）以降低模型的经验风险（即降低全局损失）时，在结构风险上进行大小为{\displaystyle {\tfrac {\gamma _{0}}{n}}}的惩罚。于是，当增加模型复杂度在经验风险上的收益不足{\displaystyle {\tfrac {\gamma _{0}}{n}}}时，整个结构风险实际上会增大而非减小。因此优化算法会拒绝此类更新。
引入{\displaystyle L_{0}}-正则项可使模型参数稀疏化，以及使得模型易于解释。但{\displaystyle L_{0}}-正则项也有无法避免的问题：非连续、非凸、不可微。因此，在引入{\displaystyle L_{0}}-正则项的目标函数上做最优化求解，是一个无法在多项式时间内完成的问题。于是，人们转而考虑{\displaystyle L_{0}}-范数的最紧凸放松——{\displaystyle L_{1}}-范数，令
{\displaystyle \Omega {\bigl (}F({\vec {x}};{\vec {\omega }}){\bigr )}:=\gamma _{1}{\frac {\lVert {\vec {\omega }}\rVert _{1}}{n}},\;\gamma _{1}>0.}
和引入{\displaystyle L_{0}}-正则项的情况类似，引入{\displaystyle L_{1}}-正则项是在结构风险上进行大小为{\displaystyle {\tfrac {\gamma _{1}|\omega _{i}|}{n}}}的惩罚，以达到稀疏化的目的。
{\displaystyle L_{1}}-正则项亦称LASSO-正则项。

### L2正则项

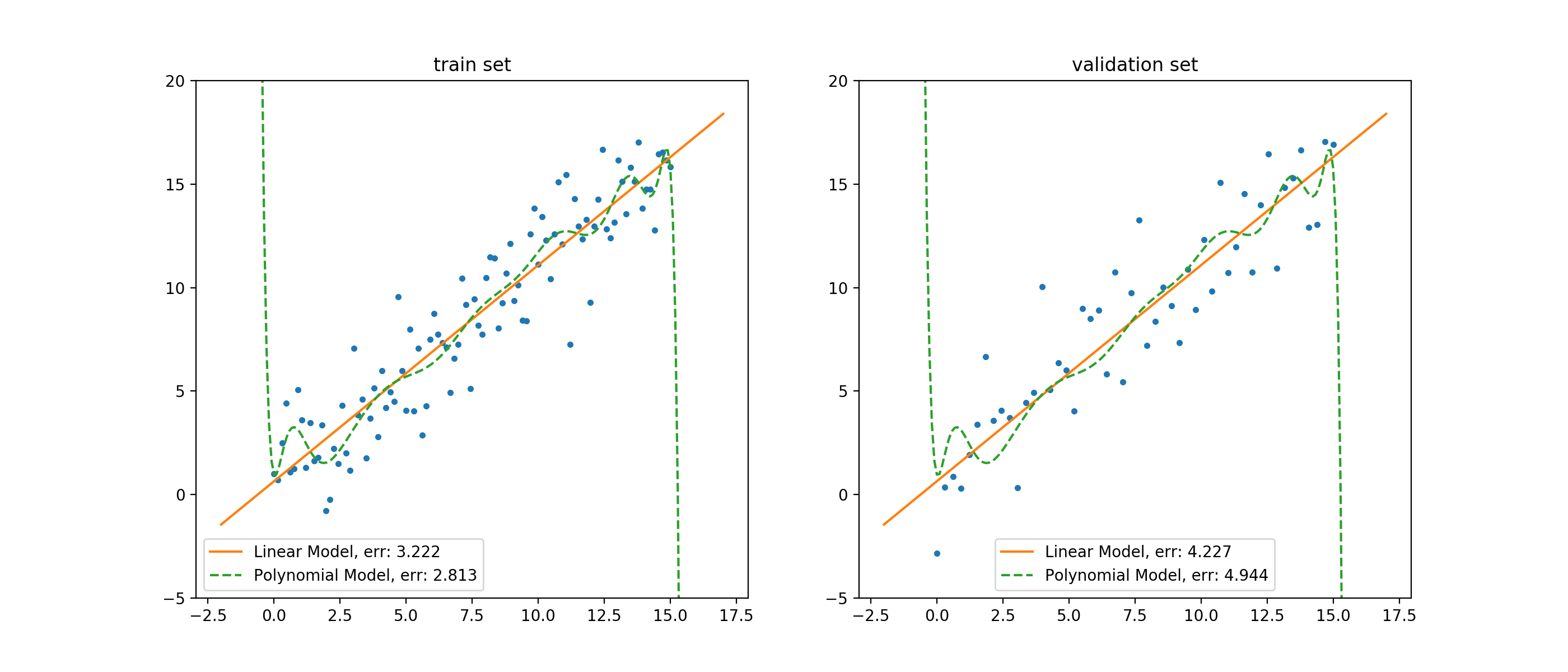
图中左侧是训练集，右侧是验证集。训练集和验证集数据均是由线性函数加上一定的随机扰动生成的。图中橙色直线是以线性模型拟合训练集数据得到模型的函数曲线；绿色虚线则是以15-阶多项式模型拟合训练数据得到模型的函数曲线。由此可見，儘管多项式模型在训练集上的误差小于线性模型，但在验证集上的误差则显著大于线性模型。此外，多项式模型为了拟合噪声点，在噪声点附近进行了高曲率的弯折。这说明多项式模型过拟合了训练集数据。

在发生过拟合时，模型的函数曲线往往会发生剧烈的弯折，这意味着模型函数在局部的切线之斜率非常高。一般地，函数的曲率是函数参数的线性组合或非线性组合。为了对抗此类过拟合，人们会希望使得这些参数的值相对稠密且均匀地集中在零附近。于是，人们引入了{\displaystyle L_{2}}-范数，作为{\displaystyle L_{2}}-正则项。令
{\displaystyle \Omega {\bigl (}F({\vec {x}};{\vec {w}}){\bigr )}:=\gamma _{2}{\frac {\lVert {\vec {\omega }}\rVert _{2}^{2}}{2n}},\;\gamma _{2}>0,}
于是有目标函数
{\displaystyle {\text{Obj}}(F)=L(F)+\gamma _{2}{\frac {\lVert {\vec {\omega }}\rVert _{2}^{2}}{2n}},}
於是對於參數{\displaystyle \omega _{i}}取偏微分
{\displaystyle {\frac {\partial {\text{Obj}}}{\partial \omega _{i}}}={\frac {\partial L}{\partial \omega _{i}}}+{\frac {\gamma _{2}}{n}}\omega _{i}.}
因此，在梯度下降时，参数{\displaystyle \omega _{i}}的更新
{\displaystyle \omega '_{i}\gets \omega _{i}-\eta {\frac {\partial L}{\partial \omega _{i}}}-\eta {\frac {\gamma _{2}}{n}}\omega _{i}={\Bigl (}1-\eta {\frac {\gamma _{2}}{n}}{\Bigr )}\omega _{i}-\eta {\frac {\partial L}{\partial \omega _{i}}}.}
注意到{\displaystyle \eta {\tfrac {\gamma _{2}}{n}}}通常是介于{\displaystyle (0,\,1)}之间的数，{\displaystyle L_{2}}-正则项会使得参数接近零，从而对抗过拟合。
{\displaystyle L_{2}}-正则项又称Tikhonov-正则项或Ridge-正则项。

## 提前停止
提前停止可看做是时间维度上的正则化。直觉上，随着迭代次数的增加，如梯度下降这样的训练算法倾向于学习愈加复杂的模型。在时间维度上进行正则化有助于控制模型复杂度，提升泛化能力。在实践中，提前停止一般是在训练集上进行训练，而后在统计上独立的验证集上进行评估；当模型在验证集上的性能不再提升时，就提前停止训练。最后，可在测试集上对模型性能做最后测试。